# تن مایل ران (نیوجرسی)
تن مایل ران (به انگلیسی: Ten Mile Run) یک منطقهٔ مسکونی در ایالات متحده آمریکا است که در Franklin Township واقع شده‌است. تن مایل ران ۶٫۵۷۶ کیلومتر مربع مساحت و ۱٬۹۵۹ نفر جمعیت دارد و ۶۵ متر بالاتر از سطح دریا واقع شده‌است.